# Tocro étoilé
Odontophorus stellatus
Espèce
Statut de conservation UICN

 LC  : Préoccupation mineure
Le Tocro étoilé (Odontophorus stellatus) est une espèce d'oiseau de la famille des Odontophoridae.
Il vit en Bolivie, au Brésil, en Équateur et au Pérou.
Son habitat naturel est la forêt humide tropicale ou subtropicale de plaine.